# Adric
Adric è un personaggio immaginario interpretato da Matthew Waterhouse nella serie televisiva britannica di fantascienza Doctor Who.
È uno dei compagni di viaggio del Quarto Dottore e Quinto Dottore, ed apparve nelle stagioni diciotto e diciannove della serie classica del programma, dal 1980 al 1982. È un giovane alieno nativo del pianeta Alzarius, mondo che esiste nell'universo parallelo chiamato "E-Space". In totale, Adric apparve in 11 storie (40 episodi) della serie classica di Doctor Who. Il nome Adric è l'anagramma del cognome del fisico Paul Dirac, vincitore del premio Nobel. Matthew Waterhouse, che lo impersonava sullo schermo, è l'attore maschio più giovane ad aver interpretato un companion del Dottore.

## Biografia del personaggio
Adric appare per la prima volta nella macrostoria Full Circle della diciottesima stagione. Cercando di fuggire dal misterioso Mistfall che minaccia la sua comunità, inciampa correndo e finisce dentro il TARDIS, giunto nell'E-Space attraverso un cunicolo spazio-temporale. Si allontana quando il Dottore, Romana e K-9 Mark II lasciano Alzarius e diventa un compagno di viaggio fisso del Dottore a partire dalla storia successiva, State of Decay, accompagnando il gruppo per il resto delle loro avventure nella dimensione E-Space. Decide di restare con il Dottore quando Romana e K-9 lo lasciano e parte nel TARDIS quando esso trova la via del ritorno nel proprio universo.
Essendo in possesso di una brillante mente matematica, Adric è conscio della propria intelligenza. Questo fatto, unito alla sua relativa immaturità data la giovane età, crea in lui una personalità talvolta arrogante. Come risultato, Adric divenne uno dei compagni del Dottore più "odiati" da parte degli appassionati della serie. Tuttavia, Adric cerca anche l'approvazione da parte del Dottore, che vede quasi come una figura paterna, e si sente spesso ferito e risentito se pensa di essere stato emarginato o incapace di contribuire. In quanto Alzariano, Adric è membro di una specie altamente adattabile, teoricamente capace di evolvere geneticamente per adattarsi a qualsiasi ambiente, anche se non è certo che il suo particolare sottogruppo razziale sia in grado di farlo. È noto che possiede una velocità di guarigione eccezionale, sebbene non nella misura da poter rigenerare parti del corpo amputate.
Adric è presente quando, durante gli eventi di Logopolis, il Quarto Dottore si rigenera nel Quinto. Egli continua a viaggiare nel TARDIS insieme ai suoi nuovi compagni Nyssa e Tegan, ma le sue avventure giungono alla fine nella macrostoria Earthshock quando tenta di fermare una nave mercantile controllata dai Cybermen in rotta per schiantarsi sulla Terra. Il pannello di comando è bloccato da un codice matematico, e mentre Adric sta inserendo la soluzione, il computer di bordo viene distrutto da un Cyberman morente. Adric muore nello schianto, mentre i suoi amici assistono con orrore alla scena dallo schermo del TARDIS. Le sue ultime parole prima dell'esplosione sono: «Ora non saprò mai se avevo ragione». Adric muore senza sapere che la nave mercantile che stava cercando di fermare, si sarebbe rivelata essere il "meteorite" che causò l'estinzione dei dinosauri e permesso l'ascesa dei mammiferi e alla fine l'avvento dell'uomo sul pianeta Terra.
La morte di Adric colpisce profondamente i suoi compagni. In Time-Flight, Tegan cerca di convincere il Dottore a tornare indietro nel tempo per salvarlo, ma il Dottore rifiuta per non infrangere le leggi del Tempo, anche se la perdita di Adric lo addolora nel profondo. Adric torna nella serie in un breve cameo sotto forma di allucinazione alla fine della macrostoria The Caves of Androzani, e il suo nome è l'ultima parola pronunciata dal Quinto Dottore prima di rigenerarsi nel Sesto Dottore.

## Apparizioni successive
Un'immagine di Adric viene mostrata, insieme a quella di tutti i compagni di viaggio passati del Dottore (tranne Leela), sullo schermo dello scanner del TARDIS in Resurrection of the Daleks.

## Curiosità
- Dubbioso delle doti recitative di Waterhouse, Tom Baker, interprete del Quarto Dottore, inizialmente suggerì alla produzione di "far recitare al ragazzo il personaggio di Adric ispirandosi a Sabu – un ragazzo selvaggio che non sa parlare". Tuttavia, John Nathan-Turner non approvò l'idea.[2]